# L'avventuriero di Hong Kong
L'avventuriero di Hong Kong (Soldier of Fortune) è un film del 1955 diretto da Edward Dmytryk.

## Trama
Jane Hoyt arriva a Hong Kong alla ricerca di suo marito, l'avventuroso fotoreporter Louis Hoyt. La donna attira l'attenzione dell'affascinante contrabbandiere Hank Lee che le offre il suo aiuto. Jane viene così a sapere che Louis è entrato nella Cina comunista ed è stato imprigionato perché sospettato di essere una spia.
Jane, allora, decide di organizzare la fuga del marito, anche contro il parere di Hank, che considera folle una tale impresa. Per fare questo la donna si rivolge, incautamente, a Fernand Rocha, un losco mercenario, e lo incontra da sola per dargli un anticipo di 500 dollari allo scopo di organizzare l'evasione. L'uomo, però, intascati i soldi cerca di approfittarsi di lei. Venutolo a sapere, Hank giunge in tempo per salvarla. Nel farlo, si accorge di essersi innamorato di Jane ma comprende anche che lei non potrà corrisponderlo finché suo marito non sarà salvo, per cui decide di correre il rischio per cercare di liberarlo.
Ottenuto con l'inganno l'aiuto dell'ispettore di polizia marittima di Hong Kong, Merryweather, Hank riesce a liberare Louis che era detenuto in prigione a Canton. Merryweather è anche costretto ad aiutare Hank a combattere contro una cannoniera cinese che li insegue. Quando tornano sani e salvi a Hong Kong, Louis accetta, da gentiluomo, le decisioni di sua moglie, comprendendo che ella è innamorata dell'uomo che gli ha salvato la vita e decide di andarsene.

## Produzione
Il film è basato su un romanzo di Ernest Gann. Gann aveva vissuto a Hong Kong in gioventù e aveva sempre voluto scrivere un libro sulla città. Nel 1953, noleggiò una giunca e a bordo di essa scrisse il romanzo che fu pubblicato l'anno successivo. 
Il romanzo aveva attirato l'interesse degli studi cinematografici ancor prima di essere pubblicato. Anche John Wayne era interessato ai diritti cinematografici che, però, poi andarono alla 20th Century Fox che assunse Clark Gable.
Il film fu girato principalmente a Hong Kong, ma Susan Hayward (che aveva sostituito Grace Kelly, ormai diventata principessa di Monaco) non poté recarsi nella città orientale, perché non avrebbe potuto portare i suoi figli con sé, trovandosi nel bel mezzo della causa di divorzio, così le sue scene furono girate a Hollywood. In alcune brevi scene esterne ad Hong Kong fu adoperata una controfigura. David Niven doveva interpretare l'ispettore di polizia, ma poi si rifiutò di andare a Hong Kong e fu sostituito da Michael Rennie. 
Nel film appare Victor Sen Yung, nei panni di un cameriere d'albergo. Sen Yung era conosciuto come il secondo figlio Jimmy Chan nella fortunata serie cinematografica Charly Chan.